# پتکاتاغی وانک
پتکاتاغی وانک (ارمنی: Պտկաթաղի վանք؛ انگلیسی: Ptkataghi Vank) یک صومعه متعلق به کلیسای حواری ارمنی واقع در شهر تساکوری، استان هادروت جمهوری آرتساخ می‌باشد. ساخت و ساز این ساختمان در سال ۱۶۷۰ میلادی؛ به پایان رسید. این بنا به سبک معماری ارمنی طراحی شده‌است.